# Scopeloberyx
Scopeloberyx es un género de peces de la familia Melamphaidae. Fue descrito por Erich Johann Georg Zugmayer en 1911.

## Especies
- Scopeloberyx bannikovi Kotlyar, 2004
- Scopeloberyx malayanus (M. C. W. Weber, 1913)
- Scopeloberyx maxillaris (Garman, 1899)
- Scopeloberyx microlepis (Norman, 1937)
- Scopeloberyx opisthopterus (A. E. Parr, 1933)
- Scopeloberyx pequenoi Kotlyar, 2004
- Scopeloberyx robustus (Günther, 1887)
- Scopeloberyx rossicus Kotlyar, 2004
- Scopeloberyx rubriventer (Koefoed, 1953)